# Lepidasthenia microlepis
Lepidasthenia microlepis  (лат.) — вид морских многощетинковых червей семейства Polynoidae из отряда Phyllodocida. Обитает в Тихом и Индийском океане.

## Распространение
Тропический вид. Тихий океан: Соломоновы острова, Новая Каледония, Мальдивские острова, Южно-Китайское море, Малайский архипелаг. Индийский океан: южное побережье Африки. Lepidasthenia microlepis встречается на мелководье (около 1 м) среди кораллов.

## Описание
Ширина тела составляет 1,8 мм (без параподий). Глаза крупные, тёмные. Пальпы короткие. Все элитры примерно одинакового размера. Головные щупальца примерно в 2 раза короче, чем тентакулярные усики. Пальпы гладкие. Циррофоры и элитрофоры короткие. Нотоподия недоразвитая. Головная лопасть с тремя щупальцами (одно медиальное и два латеральных). Простомиум разделён медиальным желобком на две части. Параподии двуветвистые. Все щетинки (сеты) простые
.